# Emil von Qvanten

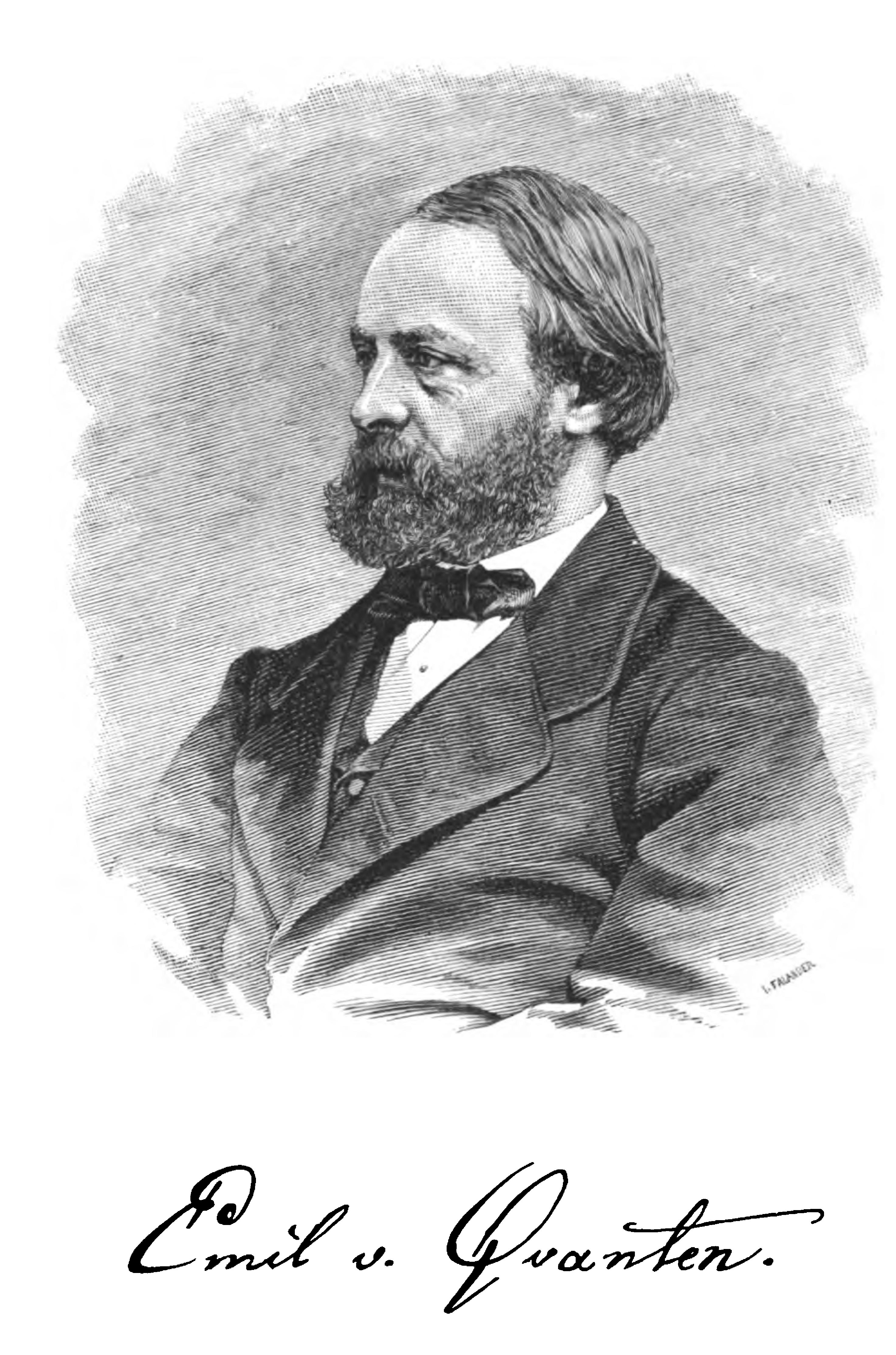
Emil von Qvanten på en xylografi av Ida Falander omkring 1882.

Emil von Qvanten, född den 22 augusti 1827 i Björneborg, död den 5 december 1903 i San Remo, var en finlandssvensk skald och publicist. Pseudonymer: Heimdall, Peder Särkilax. Signatur: E. v. Q.

## Biografi
von Qvanten tillhörde en finländsk militärsläkt, som upphöjts i svenskt adligt stånd 1650; hans föräldrar var kaptenen Johan Edvard von Qvanten och Karolina Fredrika von Kothen. Han var först kadett i Fredrikshamn och blev student vid Helsingfors universitet 1846. Under 1851 reste han av hälsoskäl till Kaplandet och Ostindien, varefter han 1853 flyttade till Stockholm och blev svensk medborgare 1857. Han gifte sig samma år med Aurora Örnberg. 
Som huvudman för sin ätt bevistade han riksdagarna 1859–1860 och 1862–1863. Han var bibliotekarie hos Karl XV 1864–1872, teater- och musikrecensent i Post- och Inrikes Tidningar 1858–1865 och 1867–1875 samt arbetade på åtskilliga av de större Stockholmstidningarnas redaktioner. 

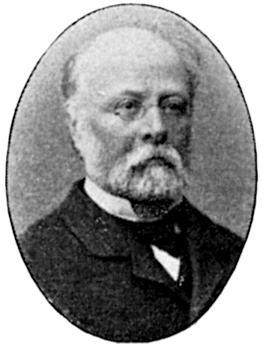
von Qvanten år 1899.

Under pseudonymen Peder Särkilax utgav han 1855 skriften Fennomani och skandinavism, i vilken han sökte bevisa, att Sverige borde uppträda aktivt mot Ryssland i det då pågående Krimkriget. Därigenom skulle Finland kunna lösryckas från tsarriket och återförenas som förbundsstat med Sverige under en gemensam kung samt med en gemensam förbundsförsamling, vald ur de bägge staternas särskilda och av varandra oberoende riksförsamlingar. Genom att ge ut denna skrift förlorade von Qvanten varje möjlighet att kunna återvända till Finland. 
Samma upproriska ton mot de ryska makthavarna kännetecknade även Finska förhållanden (1857-1861) och Censurkalender (1861), där han samlade artiklar som förbjudits av censuren i Finland. Under den Slesvig-Holsteinska konflikten var han med om att utarbeta det så kallade Karl XV:s unionsförslag (se "Ur dagens krönika", 1889). 
Alexander Herzen besökte von Qvanten 1863 i Stockholm, med anledning av det Polska upproret mot Ryssland.  Qvanten kom därefter att föra Herzens skrifter från Stockholm till Ryssland, efter att de först förts med resande från London.
I sin poesi var von Qvanten hängiven åt en vek, drömmande idealism, som tog sig uttryck i melodiska och formfulländade verser. Han utgav två årgångar av en poetisk kalender och flera diktsamlingar. Av dikterna är Suomis sång väl känd liksom även I månans skimmer. Han utgav vidare Sveriges skönaste folkvisor (1882) och Fyra sagodikter (1900).
von Qvanten tillhörde djurskydds- och likbränningsrörelsen och var en av stiftarna av Svenska publicisternas understödsförening som numera går under namnet PP Pension. År 1890 flyttade han till Italien och sysslade ännu på sin ålders höst med litterära arbeten.

### Skönlitteratur
- Dikter. Wiborg: Alfthan. 1851. Libris 10216121
- Lyriska dikter. Stockholm: Samson & Wallin. 1859. Libris 3284165
- Till Upsala-studentsångarne den 9:de september 1867. Stockholm. 1867
- För Norden : [dikt] i Upsala studenters namn. Stockholm. 1867
- Till de femtiårige vid festen å Hasselbacken den 30 maj 1877. Stockholm. 1877
- Dikter : nya och gamla. Stockholm: Seligman. 1880. Libris 1243956
- Fyra sagodikter. Helsingfors: Söderström. 1900. Libris 2979180

### Varia
- Fennomani och skandinavism. Häfte 1-2 / af Peder Särkilax. Stockholm: Hæggström. 1855. Libris 1247379
- Kritiska ströftåg / af Heimdall. Stockholm. 1857. Libris 2979179 - Medförfattare: Karl August Wetterhoff.
- Professor Snellman och Finlands konstitution : (aftryck ur Nya Dagligt Allehanda). Stockholm. 1861. Libris 2979177 - Utgiven anonymt.
- Några anmärkningar vid Helmholtz' vokal-lära. Öfversigt af Kungl. vetenskapsakademiens förhandlingar årgång 31. Stockholm. 1874
- Bernhard von Beskow. Stockholm. 1877. Libris 2979176 - Särtryck ur Nordisk familjebok.
- I djurskyddsfrågan. Stockholm: Fritze. 1901. Libris 1719421

### Redaktörskap
- Lärkan : poetisk kalender. [1-2]. Helsingfors: Simelii arfvingar. 1845, 1849. Libris 10297095 - Tillsammans med Nestor Tallgren.
- Finska förhållanden. Häfte 1-4. Stockholm. 1857-1861. Libris 1549510 Utgivna anonymt.
- Historiska reklamationer rörande 1788, 89 och 90, samt 1808 och 9 årens fälttåg i Finland. Örebro: N. M. Lindh. 1859. Libris 386323
- Censurkalender : samling af skeppsbrutet gods, tillhörigt den finska pressen, jemte skizzer från de finska censurförhållandenas område. Häfte 1. Stockholm. 1861. Libris 286923 - Utgiven anonymt.
- Sveriges skönaste folkvisor. Stockholm: Seligmann. 1882. Libris 1596867
- Sophus Bugge och Eddamyterna. Helsingfors. 1883. Libris 2979178